# Ivo Stefanoni
Ivo Stefanoni (Mandello del Lario, 5 de junio de 1936) es un deportista italiano que compitió en remo como timonel.
Participó en tres Juegos Olímpicos de Verano entre los años 1956 y 1964, obteniendo dos medallas, oro en Melbourne 1956 y bronce en Roma 1960. Ganó cuatro medallas en el Campeonato Europeo de Remo entre los años 1956 y 1961.

## Palmarés internacional
| Juegos Olímpicos   | Juegos Olímpicos       | Juegos Olímpicos  | Juegos Olímpicos   |
| Año                | Lugar                  | Medalla           | Prueba             |
| ------------------ | ---------------------- | ----------------- | ------------------ |
| 1956               | Melbourne (Australia)  | Medalla de oro    | Cuatro con timonel |
| 1960               | Roma (Italia)          | Medalla de bronce | Cuatro con timonel |
| Campeonato Europeo |                        |                   |                    |
| Año                | Lugar                  | Medalla           | Prueba             |
| 1956               | Bled (Yugoslavia)      | Medalla de bronce | Cuatro con timonel |
| 1957               | Duisburgo (RFA)        | Medalla de oro    | Ocho con timonel   |
| 1958               | Poznań (Polonia)       | Medalla de oro    | Ocho con timonel   |
| 1961               | Praga (Checoslovaquia) | Medalla de oro    | Ocho con timonel   |